# سیارک ۲۵۷۲۲
سیارک ۲۵۷۲۲ (به انگلیسی: 25722 Evanmarshall، نامگذاری:2000AV174)۲۵۷۲۲مین سیارک کشف شده‌است که در ۰۷ ژانویه ۲۰۰۰ کشف شد.